# Manliff Goodbody
Manliff Goodbody, né le 22 novembre 1868 à Dublin en Autriche et mort le 24 mars 1916 dans la Manche, est un joueur britannique de tennis et de football des années 1890.
Il est international irlandais à deux reprises en 1889 et 1891.
Le 24 mars 1916, il est passager à bord du Sussex qui effectue une traversée entre Folkestone et Dieppe. Le navire est torpillé par le sous-marin UB-29. Sur les 378 personnes présentes à bord, au moins 50 personnes décèdent dont Goodbody.

## Palmarès

### Tournois du Grand chelem
- US Open : finaliste en 1894

### Autres tournois
- Internationaux de France de tennis en salle : Victoire en 1896 et 1897